# Rám Csandra Paudel
Rám Csandra Paudel, nepáliul: रामचन्द्र पौडेल (Tanahun District, 1944. október 15. –) nepáli politikus, aki 2023 óta Nepál harmadik és jelenlegi elnöke. Paudel régóta a nepáli politikai élet jelentős szereplője, számos fontos pozíciót betöltött, és aktív szerepet vállalt a demokratikus átalakulásban és politikai küzdelmekben, amelyek meghatározták Nepál történelmét az elmúlt évtizedekben.
Korábban a Nepáli Kongresszus vezető tagja volt, és 1994-től 1999-ig a Képviselőház elnöke, majd 1999-től 2002-ig miniszterelnök-helyettes és belügyminiszter. A Nepáli Kongresszus politikai párt egyik prominens alakjaként Paudel jelentős befolyást gyakorolt a pártpolitikára és a kormányzásra is. Először 1991-ben választották meg parlamenti képviselővé, számos miniszteri pozíciót töltött be, és 2011 és 2013 között az ellenzék vezetője volt, a Nepáli Kongresszus parlamenti pártjának vezetőjeként. Az ellenzéki vezetőként betöltött szerepe különösen fontos volt az ország politikai stabilitásának biztosításában, különösen a demokrácia helyreállítása utáni években.

## A kezdetek
Rám Csandra Paudel 1944. október 6-án született egy brahmin parasztcsaládban a távoli Satiswara faluban, amely ma a Tanahun kerületben található Vyas település része. Fiatal korában számos nehézséggel kellett szembenéznie, de elkötelezettsége az oktatás iránt kiemelte őt közösségéből. Középiskolai tanulmányait (SLC) a kathmandui Nándi Rátri Középiskolában végezte, majd 1963 és 1967 között a Szanszkrit Egyetemen szanszkrit irodalmat tanult. Az oktatás fontosságát mindig is szívügyének tekintette, ami később politikai pályafutásában is megnyilvánult. 1970-ben megszerezte a mesterfokozatot (MA) nepáli irodalomból a Tribhuván Egyetemen, miközben börtönben volt a Pancsájat-ellenes tevékenységek miatt.

## Politikai pályafutása

### Korai évek és diákpolitika (1960-as és 1970-es évek)
Paudel mindössze 16 évesen kapcsolódott be a politikába, amikor csatlakozott a B. P. Koirala vezette kormány leváltása és Mahendra király által 1960 decemberében bevezetett Pancsájat uralom elleni tiltakozásokhoz és mozgalmakhoz, és részt vett számos, a demokrácia helyreállításáért folytatott fegyveres küzdelemben az 1960-as években. A nepáli diákmozgalmak egyik kulcsfontosságú kampányolója volt, és már fiatalon is rendkívüli bátorságot és elszántságot mutatott a demokratikus értékek védelmében. 1967-ben megválasztották a Szaraszváti Kampusz diákegyesületének elnökévé, 1968-ban pedig a Demokratikus Szocialista Ifjúsági Szövetség főtitkárává. Ezzel egyre fontosabb szerepet vállalt a politikai szervezkedésekben, és jelentős tapasztalatokat szerzett a mozgalmak és a diákok vezetésében. Paudel kezdeményezéseket tett a Nepáli Diákunió, a Kongresszus pártjának 1970-ben alapított diákszárnya megszervezésére, és a szövetség alapító központi bizottsági tagja volt, ami hozzájárult ahhoz, hogy a fiatalok is szerepet kapjanak a politikai változásokban.

### Pártpolitika (1970-es évek – 2023)
Paudel 1977-ben lépett be a főáramú pártpolitikába, amikor megválasztották a Nepáli Kongresszus Tanahun kerületi bizottságának tagjává. 1979-ben megválasztották a kerületi bizottság alelnökévé, 1980-ban pedig elnökké. Ezekben az években Paudel intenzíven dolgozott azon, hogy megszilárdítsa a Nepáli Kongresszus támogatottságát helyi szinten, és különösen fontosnak tartotta a közösségi kapcsolatok ápolását. 1983-ban a Nepáli Kongresszus Központi Tájékoztatási Bizottságának koordinátorává nevezték ki, 1987-ben pedig a párt központi bizottságának tagjává és a párt központi szintű tájékoztatási irodájának vezetőjévé. Ilyen minőségében a kommunikáció és a pártstratégia fontos alakítója volt, és közvetlenül hozzájárult a párt politikai irányvonalának kialakításához.
Paudelt először az 1991-es általános választásokon választották be a parlamentbe a Tánahún 1 választókerületből, és 1991 májusa és 1994 között a helyi fejlesztési és mezőgazdasági miniszterként szolgált. Ezek a tapasztalatok tovább mélyítették ismereteit a vidéki közösségek problémáiról, és erős elkötelezettséget alakítottak ki benne a fejlesztési programok támogatása iránt.
Az 1994-es általános választásokon átváltott a Tánahún 2 választókerületre, amelyet 2017-ig megszakítás nélkül megtartott. Paudelt a választások után a Képviselőház elnökévé választották, és 1999-ig szolgált ebben a pozícióban. Ez idő alatt erősítette a parlamentáris demokrácia intézményeit és igyekezett közvetíteni a különböző pártok közötti konfliktusokban. Az 1999-es általános választások után miniszterelnök-helyettesnek és belügyminiszternek nevezték ki, és ezeket a pozíciókat 2002-ig töltötte be. A kormányban betöltött szerepei révén jelentős hozzájárulást tett a közbiztonság és a belső béke fenntartásához az országban.
Paudelt a Nepáli Kongresszus főtitkárává választották a párt 2006-os általános kongresszusán. Fontos szerepet játszott a békefolyamatban a Béketitkárság koordinátoraként a polgárháború befejezése után, és 2007 és 2008 között a béke és újjáépítés minisztere volt. Ez alatt az időszak alatt Paudel kulcsszerepet vállalt a polgári háború utáni helyreállítási folyamatokban és a társadalmi béke megteremtésében. Paudelt 2008-ban a Nepáli Kongresszus alelnökévé választották, és legyőzte a volt miniszterelnököt, Szer Bahadúr Deuba, hogy a Kongresszus parlamenti pártjának vezetője legyen a 2008-as alkotmányozó gyűlési választások után. Paudel 2010-ben indult a parlamenti miniszterelnöki választáson, de 17 forduló után sem választották meg. Az elhúzódó miniszterelnök-választási folyamat jelentős politikai feszültségeket eredményezett, de Paudel elkötelezett maradt a demokratikus eljárások mellett. A Kongresszus párt ideiglenes elnökeként szolgált Sushil Koirala 2016-os halála után, de a párt 13. általános kongresszusán Deuba legyőzte.
Miután úgy döntött, hogy visszatér a régi Tanahun 1 választókerületbe, Paudelt 2017-ben legyőzte Kriszna Kumár Szreszta, a CPN (UML) képviselője. Továbbra is aktív maradt a pártpolitikában, és 2022-ben a Tánahún 1 választókerületből újra megválasztották. Ez a választási siker megerősítette politikai bázisát, és ismételten bizonyította népszerűségét és támogatottságát helyi szinten.

## Letartóztatások
Paudel több mint 15 évet töltött lelkiismereti fogolyként különböző alkalmakkor, többnyire a Pancsájat rendszer ellenzőjeként. Az alábbi alkalmakkor tartóztatták le:
- 1962-ben 10 hónapig a Nepáli Kongresszus Báratpúr-i fegyveres elfoglalásával kapcsolatban.
- 1964-ben 12 hónapig a kathmandui diáktüntetésekben való részvétel miatt.
- 1966-ban 6 hónapig a rendőrfőigazgató-helyettes eltávolítására irányuló mozgalomban való részvétel miatt.
- 1967-ben 14 hónapig a DSYL pokharai szervezési tevékenységeivel kapcsolatban.
- 1969-ben egy évig a DSYL nyugati Nepálban való újjászervezésével kapcsolatban.
- 1970-ben 3 hónapig a Nepáli Diákunió megszervezésében és megnyitásában való részvétel miatt.
- 1971 és 1975 között 4 évig politikai tevékenységek újjáélesztésében való részvétel miatt B.P. Koirála szabadon bocsátása után.
- 1977-ben 10 hónapig a Nepáli Kongresszus Patani Konferenciáján való részvétel miatt, ahol a polgári engedetlenségi mozgalom (Satyagraha) elindításáról döntöttek a demokrácia helyreállítása és vezetője, B.P. Koirala szabadon bocsátása érdekében.
- 1979-ben 6 hónapig a Pancsájat-ellenes mozgalmakban való vezető szerep vállalása miatt.
- 1981-ben 6 hónapig a Pancsájat választások bojkottjával kapcsolatban.
- 1985-ben 9 hónapig a polgári engedetlenségi mozgalom (Satyagraha) miatt.
- 1988-ban 3 hónapig a Nepáli Kongresszus kiadványának publikálásával és a Kiadói Törvény megszegésével kapcsolatban.
- 1989-ben 5 hónapig a demokrácia helyreállítására irányuló mozgalomban való részvétel és az emberek inspirálása miatt.
- 2003 és 2005 között másfél évig a király közvetlen uralma alatt.

## Elnökség (2023 – jelen)
Paudel a Nepáli Kongresszus és annak 10 pártból álló szövetségének jelöltje volt a 2023-as elnökválasztáson, és 2023. március 9-én megválasztották elnöknek, legyőzve a CPN (UML) korábbi házelnökét, Szúbász Csandra Nemvágot. Megválasztása után minden pártbeli felelősségéről lemondott, és lemondott a Nepáli Kongresszus aktív tagságáról is. Paudel lemondott parlamenti képviselői tisztségéről, mielőtt 2023. március 13-án elfoglalta volna az elnöki tisztséget. Az elnöksége alatt Paudel célkitűzései között szerepel a társadalmi igazságosság növelése, az oktatás és az egészségügy fejlesztése, valamint a politikai stabilitás megőrzése. Az elnökként betöltött szerepe meghatározó Nepál jövőbeli politikai irányának kialakításában, és célja, hogy egy békés és jóléti államot hozzon létre minden állampolgár számára.

## Magánélet
Paudel házas, felesége Szavita Paudel, és öt gyermekük van: négy lány és egy fiú. Családja mindig is támogatta politikai pályafutását, és sokszor álltak mellette a legnehezebb időkben is, különösen a politikai üldöztetés évei alatt.

## Publikációk
Paudel aktív író, politikai és elméleti témái gyakran jelennek meg a nemzeti nyelveken, többek között:
- Mit mond a Nepáli Kongresszus (1976)
- Satyagraha – Miért és hogyan (1984)
- Demokratikus szocializmus – Tanulmány (1990)
- A hit útja (1996)
- Átkozott történelem (2004)
- Szocializmus – Új kontextusban (2012)
- Mezőgazdasági forradalom és szocializmus (2013)

Paudel 1987-ben elnyerte a Máendra Bikram Szán-díjat egy „Az emberi jogok helyzete Nepálban” című cikkért. Ezenkívül számos cikket és tanulmányt publikált, amelyek a nepáli társadalom fejlődését, a politikai rendszerek átalakulását és a demokratikus értékek fontosságát tárgyalják. Számos publikációjával hozzájárult a politikai diskurzus gazdagításához és a demokratikus gondolkodás előmozdításához Nepálban.